# James Harris (1. hrabia Malmesbury)
James Harris (ur. 21 kwietnia 1746 w Salisbury, zm. 21 listopada 1820) – brytyjski arystokrata (1. hrabia Malmesbury) i dyplomata.

## Życiorys
Uczył się w Winchesterze, Oxfordzie i holenderskim mieście Lejda. W roku 1768 został sekretarzem ambasady brytyjskiej w Madrycie, gdzie przez krótki czas pełnił funkcję chargé d’affaires, w okresie, gdy sir James Grey już odjechał, a nowy ambasador, George Pitt, jeszcze nie przybył. Wykrył w tym czasie hiszpański plan uderzenia na Falklandy.
W nagrodę za ten sukces mianowano go w styczniu 1772 roku wysłannikiem w randze ministra pełnomocnego (minister plenipotentiary to the court of Prussia) w Berlinie.
W roku 1777 przeniesiono go do Petersburga, gdzie udało mu się obłaskawić Katarzynę II, niechętną Brytyjczykom. Pod koniec roku 1778 otrzymał Order Łaźni, lecz w 1782 roku musiał wracać z Rosji do Anglii z powodu kłopotów zdrowotnych (klimat). Jego przyjaciel Charles James Fox uczynił go w 1784 roku ministrem brytyjskim w Hadze, a William Pitt Młodszy potwierdził nominację nieco później.
Położył znaczne zasługi dla kształtowania polityki Williama Pitta Młodszego w utrzymaniu wpływów Anglii w Europie, w tym m.in. w obaleniu partii „Patriotów” w Niderlandach przez króla Prus. Pitt uczynił go za to baronem Malmesbury (IX 1788). Król Prus Fryderyk Wilhelm II Hohenzollern pozwolił mu używać swoich insygniów (orła pruskiego), a Wilhelm V Orański swojego motto: "Je maintiendrai".